# £830,000,000 – Nick Leeson and the Fall of the House of Barings
Inside Story Special: £830,000,000 – Nick Leeson and the Fall of the House of Barings, a veces denominado 25 Million Pounds, es un documental de televisión británico de 1996 realizado por el cineasta Adam Curtis. Detalla el colapso de Barings Bank a mediados de la década de 1990 debido a las maquinaciones de Nick Leeson, quien perdió £ 827 millones ($ 1.3 mil millones) principalmente especulando con contratos de futuros..

## Resumen
La película describe a Barings como uno de los bancos comerciales más antiguos y prestigiosos de Gran Bretaña, dirigido por la misma familia durante décadas con amplios vínculos con las élites británicas. Sin embargo, el Banco albergaba un terrible secreto. A fines del siglo XIX, Barings estuvo a punto de quebrar después de realizar fuertes inversiones en bonos sudamericanos, incluido el respaldo a la construcción de un sistema de alcantarillado en Buenos Aires. El banco fue salvado por el Banco de Inglaterra, pero Edward Baring, el director del banco, se arruinó financieramente y nunca se recuperó.
El documental explora la cultura de Barings y de los mercados financieros durante la década de 1990, y cómo Nick Leeson pudo causar otra gran pérdida de dinero al banco, esta vez llevando a la empresa a la bancarrota. Lo hizo al reclamar ganancias ficticias en la Bolsa Monetaria Internacional de Singapur, SIMEX, y usar dinero solicitado a Londres como pagos de margen en operaciones ficticias para financiar sus posiciones deficitarias.
Leeson, sugiere la película, tenía una "habilidad asombrosa para manipular y engañar a quienes lo rodeaban", pero también señala que Barings "entró voluntariamente en un sueño que tejió, atraído por la perspectiva de grandes sumas de dinero". Leeson, entrevistado en la cárcel, argumenta que solo pudo perpetrar un fraude tan masivo porque muchos de los altos ejecutivos de Barings no tenían idea de cómo funcionaba realmente el sistema moderno de finanzas, que surgió en la década de 1980.
La película detalla el destino de muchas de las personas que estuvieron involucradas en el escándalo, incluido Peter Baring, quien "prometió no volver a trabajar en la City de Londres". El banquero mercantil de Hong Kong, Steven Clarke, observa el humor de clase de la caída de Barings: "Que un chico de Watford derribara una gran empresa, me refiero a que también fue un insulto social. Ni siquiera fue uno de los suyos tipo."